# Hexatoma perenensis
Hexatoma perenensis är en tvåvingeart som först beskrevs av Alexander 1923.  Hexatoma perenensis ingår i släktet Hexatoma och familjen småharkrankar.
Artens utbredningsområde är Peru. Inga underarter finns listade i Catalogue of Life.